# Toile olona
La toile olona (en italien : tela olona) est un type de textile très résistant produit en Italie.

## Histoire
Son origine tire son nom de la rivière Olona jalonnée de moulins à eau, où, jadis, la toile était foulée et blanchie. Originairement, cette toile écrue  à armure diagonale était produite avec de la fibre de chanvre, et à la suite de l'abandon de sa culture en Italie, elle est désormais produite principalement avec du coton. Populaire dans le milieu du nautisme, elle fut utilisée pour les voiles, les sacs, les tendelets, et hamacs des marins. Encore aujourd'hui, elle équipe certains voiliers historiques, tel l'Amerigo Vespucci.
Elle s'utilisait pour tous les usages qui exigeaient un matériel robuste et économique comme : les sacs à dos, bâches, tentures et vêtements de travail. Imperméabilisée avec de l'huile de lin, elle recouvrait de capotes les cabriolets ou les wagons ferroviaires. 
Son utilisation diminua, au XXe siècle, avec la commercialisation des fibres synthétiques.
Aujourd'hui, toujours recherchée comme tissu d'ameublement (composé de 65 % coton et de 35 % de nylon), elle équipe, entre autres, les ponts des yachts.